# Фёдоровская (Вашкинский район)
Фёдоровская — деревня в Вашкинском районе Вологодской области.
Входит в состав Андреевского сельского поселения, с точки зрения административно-территориального деления — в Андреевский сельсовет.
Расстояние по автодороге до районного центра Липина Бора — 50 км, до центра муниципального образования деревни Андреевская — 19 км. Ближайшие населённые пункты — Нестерово, Поповка-Пушторская, Сапогово.
По данным переписи в 2002 году постоянного населения не было.